# Europejski Kongres Kultury
Europejski Kongres Kultury (EKK) – międzynarodowe wydarzenie artystyczno-intelektualne zorganizowane we Wrocławiu w dniach 8–11 września 2011 roku w ramach Krajowego Programu Kulturalnego Polskiej Prezydencji w Radzie Unii Europejskiej. Kongres zgromadził ponad 300 artystów i intelektualistów z całego świata oraz kilkadziesiąt tysięcy uczestników. Hasłem przewodnim wydarzenia było „Uwaga na kulturę!”.

## Cel i założenia
Celem Kongresu było stworzenie przestrzeni do refleksji nad rolą kultury w zjednoczonej Europie oraz nad jej potencjałem jako narzędzia zmiany społecznej. Wydarzenie łączyło debatę intelektualną z praktyką artystyczną, przekraczając granice tradycyjnych formatów konferencyjnych.

## Program
Program Kongresu opierał się na czterech filarach:
- Nieformalne spotkanie ministrów kultury UE[2]
- Debaty i panele dyskusyjne (m.in. w ramach inicjatywy A Soul for Europe(inne języki))[2]
- Wydarzenia artystyczne – koncerty, spektakle, wystawy, instalacje[1]
- Projekty społeczne i edukacyjne[1]

Wśród tematów debat znalazły się m.in. kwestie tożsamości europejskiej, prawa autorskiego, wolności kultury, roli sztuki w demokracji oraz relacji między kulturą a gospodarką.

## Uczestnicy
W Kongresie udział wzięli m.in.:
- Zygmunt Bauman – autor eseju otwierającego Kongres[3]
- Krzysztof Penderecki, Aphex Twin, Jonny Greenwood – wspólny koncert[2]
- Krystian Lupa, Dorota Masłowska, Zbigniew Libera, Brian Eno[1]
- Gayatri Chakravorty Spivak, Fatos Lubonja, Rick Falkvinge(inne języki)[4]

## Miejsce i organizacja
Głównym miejscem wydarzeń była Hala Stulecia we Wrocławiu. Kongres zorganizowany został przez:
- Ministerstwo Kultury i Dziedzictwa Narodowego[1]
- Narodowy Instytut Audiowizualny (NInA)[2]
- Miasto Wrocław[5]
- Ministerstwo Spraw Zagranicznych[1]
- Komisję Europejską[1]

## Znaczenie
Europejski Kongres Kultury był jednym z najważniejszych wydarzeń kulturalnych polskiej prezydencji w UE. Został uznany za modelowy przykład łączenia kultury wysokiej z działaniami społecznymi i edukacyjnymi. Wydarzenie miało charakter interdyscyplinarny i partycypacyjny – wiele projektów angażowało lokalne społeczności i organizacje pozarządowe.

## Dziedzictwo
Choć Kongres miał charakter jednorazowy, jego idee i publikacje (w tym książka Zygmunta Baumana) pozostają punktem odniesienia w debacie o roli kultury w Europie. Wydarzenie przyczyniło się także do umocnienia pozycji Wrocławia jako ważnego ośrodka kultury europejskiej.